# Ступінь (музика)
Сту́пінь (рідше — щабе́ль) — порядкове місце (нім. Leiter, Tonleiter), рух якою сприймається як перехід від одного елемента до іншого, що можна трактувати як прояв руху і розвитку засобами звуковисотної структури. Термін «ступінь» може використовуватись як щодо певного ладу, так і до звукової системи в цілому.

## Ступені ладу
У європейській музиці панівне положення мають діатонічні семиступеневі лади, що обумовило виділення 7 ступенів. Ступені ладу нумеруються від першого до сьомого вгору і позначаються римськими цифрами. З відмінністю між двома основними типами звуковисотної організації — одноголосної і багатоголосної — під терміном «ступінь» мається на увазі не тільки окремий звук гами, але також і побудований на ньому як на основному тоні акорд.
Крім цього, кожен зі ступенів може мати певну назву залежно від його положення в ладі і взаємин з іншими ступенями. У мажорно-мінорних ладах це:
- - I — тоніка;
  - II — верхній (спадний) ввідний тон;
  - III — верхня медіанта;
  - IV — субдомінанта;
  - V — домінанта;
  - VI — нижня медіанта (субмедіанта);
  - VII — нижній (висхідний) ввідний тон.

Іноді умовно використовується поняття VIII ступеня (тоніки наступної октави), званої верхньою тонікою.
Той чи інший звук залежно від свого положення в тональності може бути будь-яким зі ступенів. Так, нота C (до) в тональності C-dur (до мажор) є першою сходинкою, а, наприклад, в тональності В-dur (сі-бемоль мажор) — другий тощо
I, IV та V ступені (тоніка, субдомінанта і домінанта відповідно) називаються головними ступенями ладу; II, III, VI та VII —  побічними.

### Взаємовідносини ступенів у ладу
Взаємовідношення ступенів у мажорно-мінорних ладах характеризуються їхнім тяжінням. Так, тоніка є найстійкішим ступенем і не тяжіє нікуди. Домінанта в акордовому прояві має найяскравіше тяжіння до тоніки і тому нерідко використовується як модулюючий акорд в іншу тональність. Субдомінанта як гармонічна функція тяжіє більше до домінанти, ніж до тоніки. Ввідні тони (II і VII ступені) яскраво тяжіють до тоніки у мелодичному вигляді, в гармонічному вигляді ця тяга проявляється слабше. Найменше тяжіння виявляють медіанти (III і VI ступені) як у вигляді просто ступенів, так і у вигляді гармонійних функцій (тризвуків).
В інших ладах народної музики (лідійський, міксо-лідійський, фригійський та ін), в штучних ладах (дванадцятитонова гама, цілотонова гама), а також у різних видах пентатоніки (лади з п'ятьма ступенями) внутрішньо-ладові відносини зовсім інші. У деяких з них навіть тоніка перестає бути найстійкішим ступенем.

## Ступінь звукоряду
Під ступенем звукоряду зазвичай розуміється звук, що входить в загальну музичну систему (і відповідно потрапляє в її звукоряд). Сучасна європейська музика має в основі 12-ступеневий звукоряд, проте оскільки в період її становлення виключне значення мали семиступеневі діатонічні лади, історично склався поділ звукоряду на основні і похідні ступені. Основні ступені — це ступені, які мають власні назви, назви ж похідних отримують, змінюючи назви основних. На письмі кожному з ступенів звукоряду відповідає певна нота, завдяки чому назви нот та ступенів звукоряду збігаються.

### Складова система найменування
Склалася в середні століття і заснована на початкових складах строф гімну святому Йоанну «Ut queant laxis». В процесі еволюції 7 основних ступенів звукоряду (і, відповідно, 7 нот) отримали такі назви: Do, Re, Mi, Fa, Sol, La, Si (український варіант: До, Ре, Мі, Фа, Соль, Ля, Сі). Похідні ступені позначаються за допомогою застосування знаків альтерації до основних ступенів.

### Буквенна система найменування
Буквенна система найменування, також середньовічного походження, заснована на буквах латинського алфавіту. Основні ступені позначаються за порядком так: c,d,e,f,g,a,h. Невідповідність алфавітному порядку пояснюється тим, що спочатку першої основної щаблем вважався звук ля (a), а за ним йшов звук сі-бемоль, що позначався буквою b. Згодом замість звуку сі-бемоль основне значення набув звук сі, позначений наступного по порядку невикористаної буквою h. Американці використовують альтернативну систему нотації (т. зв. «наукова нотація»), в якій нота «сі» позначається як b замість h
Похідні ступені позначаються за допомогою додавання до позначення основний щаблі одного з закінчень: is для підвищення на півтон, isis для підвищення на цілий тон, es для пониження на півтон і eses для пониження на тон.